# Furieuse (navire)
Pour les autres navires du même nom, voir Furieux.
La Furieuse est une frégate française construite à Cherbourg selon un modèle créé par Pierre-Alexandre-Laurent Forfait en 1793. Commencée en 1795, elle est mise à l'eau le 22 septembre 1796 et armée en mai 1798. Capturée en 1809 par la Royal Navy, elle est mise en service sous le nom de HMS Furieuse, navire de cinquième rang, et navigue jusqu'en 1815.

## Historique
Capable de porter 48 canons, elle est « armée en flûte » en avril 1809, étant utilisée pour transporter des troupes (ainsi que du café et du sucre) de Guadeloupe en France.
Elle a seulement 20 canons (dont 12 caronades), et transporte, outre les 200 marins et 40 soldats de son équipage, un détachement du 60e régiment de ligne.
Elle est commandée par le lieutenant Gabriel-Étienne-Louis Le Marant Kerdaniel.
Elle quitte les Saintes le 1er avril, mais ne cingle pas directement vers l'Europe. Elle est prise en chasse le 5 juillet 1809, après une tentative d'arraisonner un navire marchand anglais, par la corvette Bonne Citoyenne , commandée par le capitaine William Mounsey, qui revenait d'escorter un convoi vers Québec et obligée d'accepter le combat le 6 juillet. Insuffisamment armée et attaquée par un navire beaucoup plus manœuvrable, elle est démâtée, subit de grosses avaries et de lourdes pertes (35 morts et 37 blessés) avant de capituler, alors que la corvette anglaise n'a perdu qu'un marin et n'a eu que cinq blessés.
Après des réparations de fortune, la Furieuse est lentement ramenée à Halifax où elle arrive le 1er août. Récupérée par la Royal Navy, elle y est admise en service sous le nom de HMS Furieuse, navire de cinquième rang et ramenée en Angleterre en septembre. Sa remise en état dure deux ans, jusqu'en novembre 1811.
Sa capture a entraîné une succession de promotions pour les officiers de la Bonne Citoyenne : le premier lieutenant est promu commander et le capitaine Mounsey, promu post-captain, se la vit confier en novembre 1811.
Il rejoint d'abord l'escadre de l'amiral Edward Pellew qui fait le blocus de Toulon, puis participe à diverses opérations en Méditerranée jusqu'à la chute de l'Empire, avant de repartir courant 1814 pour les Bermudes puis, à la fin de la guerre anglo-américain, de rester en soutien des troupes britanniques installées à Castine.
La Furieuse est désarmée à l'automne 1815 et vendue en octobre 1816  pour être démolie au chantier naval de Deptford.